# 間の宿
間の宿（あいのしゅく。正しくは綴り字：間宿）は、日本の近世に当る江戸時代の主要街道上で発達した施設の一種。宿泊は禁止されていた。
宿場と宿場の間に興り、発展した休憩用の施設である（一部例外あり）。
尚、本項目で扱う「宿場」の概念は、通俗語のそれ、即ち日本のおおよそ全ての時代に共通で日本以外に対しても用いる、通常に言うところの「宿場」とは違う、江戸時代の宿駅制度（宿場・伝馬制度）上のものに限られる。

## 概要
宿場間の距離が長い、峠越え等の難路である等、旅人に多大な負担を強いる地勢があると、このような地点には需要に応える形で便宜を図る施設が自然発生的に興るものであるが、そのようにして宿場と宿場の間に興り、発展した休憩用の施設が「間の宿」である。ただし、宿場としては非公認であって、公式には宿ではなく村もしくは町とされ、旅人の宿泊は原則禁じられていた。それ故に旅籠（はたご）は存在しないし、駕籠や人足、伝馬を扱う問屋場もなかったが、これらはあくまでも名目上・表向きのことであった。正規の宿場には公用の旅行者や貨物を無料もしくは格安の公定価格で取り扱う義務があり、そのための経費を宿場が負担していた。その経費捻出のため幕府は旅籠の営業を宿場にのみ限定し遊女である飯盛女も認めていた。しかし間の宿では公役を負担していないので幕府は宿場保護のため間の宿での旅籠及び遊女を禁止していた。一般の宿場同様に米屋や酒屋などの各種商店が櫛比しており、周辺村落の住民も商店街として利用していた。
間の宿として異例であるが、東海道の金谷宿 - 日坂宿間にある菊川宿のように、徳川幕府による宿駅整備以前から存在していたものが何らかの理由で指定から外され、間の宿となった場合がある。この場合もやはり、宿泊だけは許されなかったが、大井川の川留めなど諸事情により旅人の宿泊施設が足りなくなった時などは、宿泊が公認された。
なお、間の宿より小規模な施設を立場（たてば）と言い、いわゆる“峠の茶屋”等がそれである。間の宿のなかには立場が発展したものもある。

## 主な間の宿
- 東海道

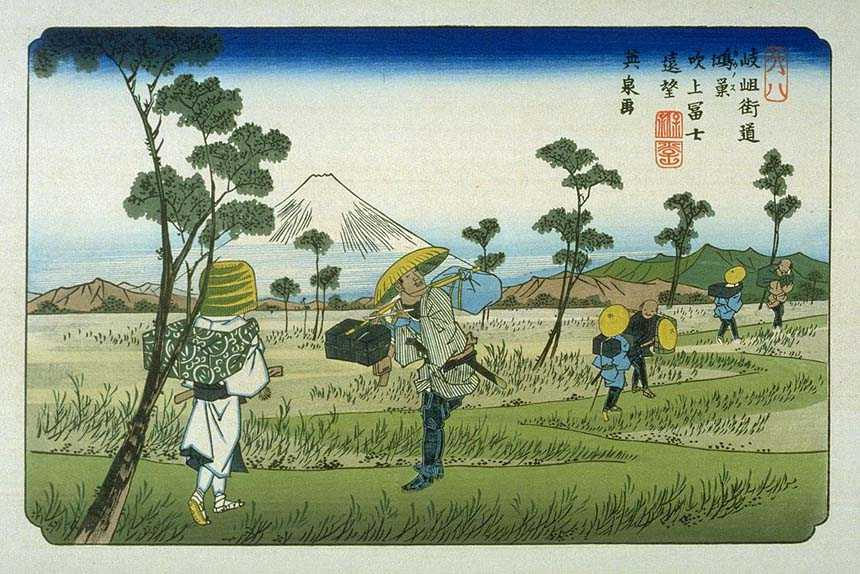
『岐岨街道 鴻巣 吹上冨士遠望』
天保6 - 8年（1835 - 1837年）、渓斎英泉 画
この名所絵（浮世絵風景画）は中山道六十九次を描いた作品『木曽街道六十九次』の中の1図。正規の宿場の1つである鴻巣宿を表すためのものであるが、実際に描かれているのは、間の宿がある吹上から望む関東平野と富士山の景観である（詳しくは他項目「吹上宿」を参照）。

  - 大森（現：東京都大田区、大森本町1丁目から大森東2丁目までの通称”美原通り”の区間）：品川宿 - 川崎宿間。
  - 原宿（現：神奈川県横浜市戸塚区）：戸塚宿 - 藤沢宿間。
  - 鉄砲宿（現：神奈川県横浜市戸塚区）：戸塚宿 - 藤沢宿間。
  - 二宮宿（現：神奈川県中郡二宮町）：大磯宿 - 小田原宿間。
  - 畑宿（現：神奈川県足柄下郡箱根町畑宿）：小田原宿 - 箱根宿間。
  - 柏原宿（現：静岡県富士市）：原宿 - 吉原宿間。
  - 岩淵宿（現：静岡県富士市岩淵）：吉原宿 - 蒲原宿間。
  - 菊川宿（現：静岡県島田市菊川）：金谷宿 - 日坂宿間。
  - 本宿（現：愛知県岡崎市本宿町）：赤坂宿 - 藤川宿間。
  - 今川宿（現：愛知県刈谷市今川町）：池鯉鮒宿 - 鳴海宿間。
  - 有松宿（現：愛知県名古屋市緑区）：池鯉鮒宿 - 鳴海宿間。
- 京街道 (大坂街道)
  - 橋本（現：京都府八幡市）：淀宿 - 枚方宿間。
- 中山道
  - 吹上宿（現：埼玉県鴻巣市）：鴻巣宿 - 熊谷宿間。日光脇往還の宿場として発展した。
  - 茂田井宿（現：長野県佐久市茂田井、北佐久郡立科町茂田井）：望月宿 - 芦田宿間。
  - 桜沢（現：長野県塩尻市）：本山宿 - 贄川宿間。
  - 大妻籠（現：長野県木曽郡南木曽町吾妻大妻籠）：妻籠宿 - 馬籠宿間。
  - 坂本（現：岐阜県中津川市坂本）：中津川宿 - 大井宿間。
  - 新加納（現：岐阜県各務原市那加新加納町）：鵜沼宿 - 加納宿間。
- 甲州街道
  - 烏山宿（現：東京都世田谷区南烏山）：高井戸宿 - 布田五宿間。
  - 小仏宿（現：東京都八王子市裏高尾町）：駒木野宿 - 小原宿間。
  - 茅野村（宮川村茅野｡現：長野県茅野市宮川茅野）：上諏訪宿 - 金沢宿間。
- 水戸街道
  - 亀有（現：東京都葛飾区亀有）：千住宿 - 新宿間。中川を挟んで新宿の対岸。
  - 金町（現：東京都葛飾区東金町）：新宿 - 松戸宿間。江戸川を挟んで松戸宿の対岸。
  - 馬橋（現：千葉県松戸市馬橋）：松戸宿 - 小金宿間。万満寺の門前町。
  - 青山宿（現：千葉県我孫子市青山）：我孫子宿 - 取手宿間。利根川を挟んで取手宿の対岸。
- 成田（佐倉）街道
  - 船橋宿（現：千葉県船橋市）：八幡宿 - 大和田宿間。